# Grigny-sur-Rhône
Grigny-sur-Rhône (bis zum 31. Dezember 2024 Grigny) ist eine französische Gemeinde in der Métropole de Lyon in der Region Auvergne-Rhône-Alpes. Sie gehört zum Arrondissement Lyon. Die Einwohner heißen Grignerots. Grigny-sur-Rhône hat 9941 Einwohner (Stand: 1. Januar 2022) und zählt zum Großraum Lyon.

## Geographie
Grigny-sur-Rhône liegt etwa 17 Kilometer südlich von Lyon an der Rhône. Die südliche Gemeindegrenze bildet der Fluss Mornantet.

### Nachbargemeinden
Umgeben wird Grigny-sur-Rhône von den Nachbargemeinden Millery im Norden, Ternay im Osten sowie Givors im Süden und Westen.

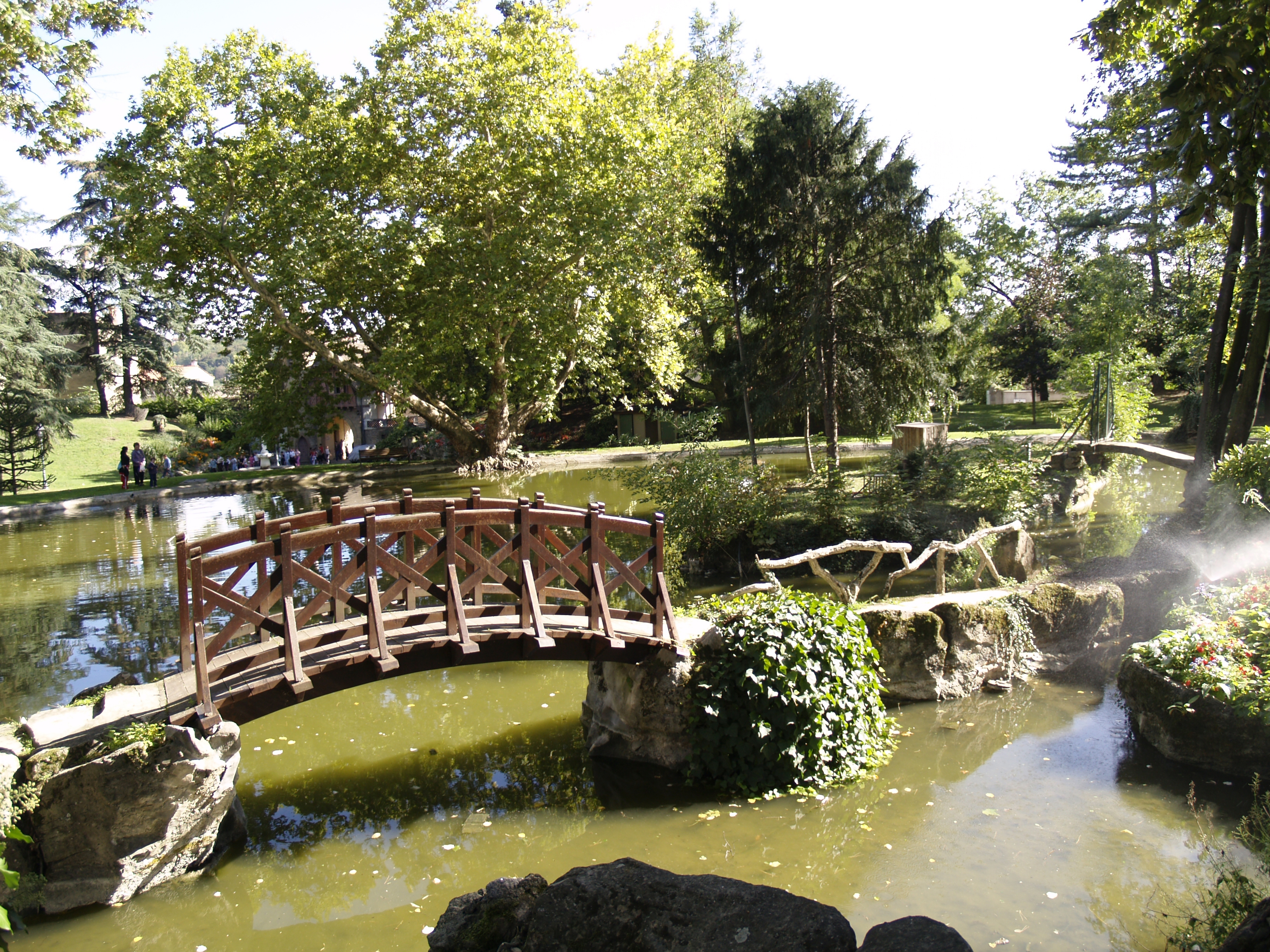
Parc Manoir

## Verkehr
Grigny-sur-Rhône hat seit 1832 einen Bahnhof an der Bahnstrecke Saint-Étienne–Lyon, die zweite Bahnstrecke Frankreichs. Diese Strecke wurde später in die Bahnstrecke Moret-Veneux-les-Sablons–Lyon-Perrache integriert. Heute wird er von Zügen des TER Auvergne-Rhône-Alpes der Verbindung Givors-Ville–Lyon-Perrache bedient.

## Persönlichkeiten
- Jean Marchat (1902–1966), Schauspieler

## Nachweise
1. ↑  Décret n° 2024-863 du 8 août 2024 portant changement du nom de communes, legifrance.gouv.fr, abgerufen am 20. Januar 2025